# Sortbæger
Sortbæger (Pseudoplectania nigrella) er en svamp der blandt andet kan findes i Danmark.
En dansk forskergruppe hovedsageligt fra Novozymes rapporterede i 2005 at sortbæger indeholdt peptidet plectasin, – et såkalt defensin.

## Eksterne link
- Sortbæger fra galleriet på Fuglognatur.dk.
- Per H. Mygind og andre, Plectasin is a peptide antibiotic with therapeutic potential from a saprophytic fungus, Nature, bind 437, siderne 975-980, 2005

| Svampe | Spire Denne artikel om svampe er en spire som bør udbygges. Du er velkommen til at hjælpe Wikipedia ved at udvide den. |